# Bound
Bound är en amerikansk thrillerfilm från 1996 regisserad av syskonen Lana och Lilly Wachowski.
Filmen är en välgjord kallhamrad thriller där ett par kvinnor, Violet och Corky, lyckas lura till sig en ansenlig summa pengar. Violet (Jennifer Tilly), som längtar efter att komma ifrån sin pojkvän,  maffioson Caesar (Joe Pantoliano), inleder i hemlighet en relation med den utmanande ex-fången Corky (Gina Gershon) och de två kvinnorna kläcker en plan att stjäla 2 miljoner dollar av maffian.
Bound var den första film syskonen Wachowski regisserade. Senare skulle de göra de omtalade Matrix-filmerna. Inspiration till Bound, en noir-thriller fylld av sex och våld, lär de bland annat fått från Billy Wilders filmer. Wilders smarta filmer innehöll dock mer humor än våld. Bound finansierades av Dino De Laurentiis och kunde göras på en liten budget tack vare sparsamma ekonomiska krav från filmteamet, inklusive filmfotografen Bill Pope. 
Bound fick ett positivt mottagande och berömdes för sin humor och stil, samt för den realistiska skildringen av en lesbisk relation, vilket var ovanligt i en mainstreamfilm. Kritiker av filmen anmärkte på det överdrivna våldet och den ytliga handlingen. Filmen vann flera festivalpriser, bland annat vid Stockholm International Film Festival.

## Rollista (i urval)
- Jennifer Tilly - Violet
- Gina Gershon - Corky
- Joe Pantoliano - Caesar
- John P. Ryan - Micky Malnato
- Christopher Meloni - Johnnie Marzzone
- Richard C. Sarafian - Gino Marzzone